# جونغ ياك يونغ
جونغ ياك يونغ ويعرف باسمه القلمي داسان (ولد في 5 أغسطس 1762 ومات في 7 أبريل 1836) كان سياسياً ومفكراً وكاتباً في أواخر عهد مملكة جوسون في كوريا. كان جونغ أحد علماء سلهاك ومقرباً من الملك جونغجو.